# Ekeren
Ekeren är en ort i Belgien.   Den ligger i provinsen Antwerpen och regionen Flandern, i den norra delen av landet, 50 km norr om huvudstaden Bryssel. Ekeren ligger 3 meter över havet och antalet invånare är 22 326.
Namnet kan ha sitt ursprung från 800-talet när några vikingar hade etablerat sig där efter att ha använt de lokala ekarna.
Terrängen runt Ekeren är mycket platt. Runt Ekeren är det mycket tätbefolkat, med 2 103 invånare per kvadratkilometer.. Närmaste större samhälle är Antwerpen, 6,8 km söder om Ekeren.
Runt Ekeren är det i huvudsak tätbebyggt.